# Cànem a Itàlia

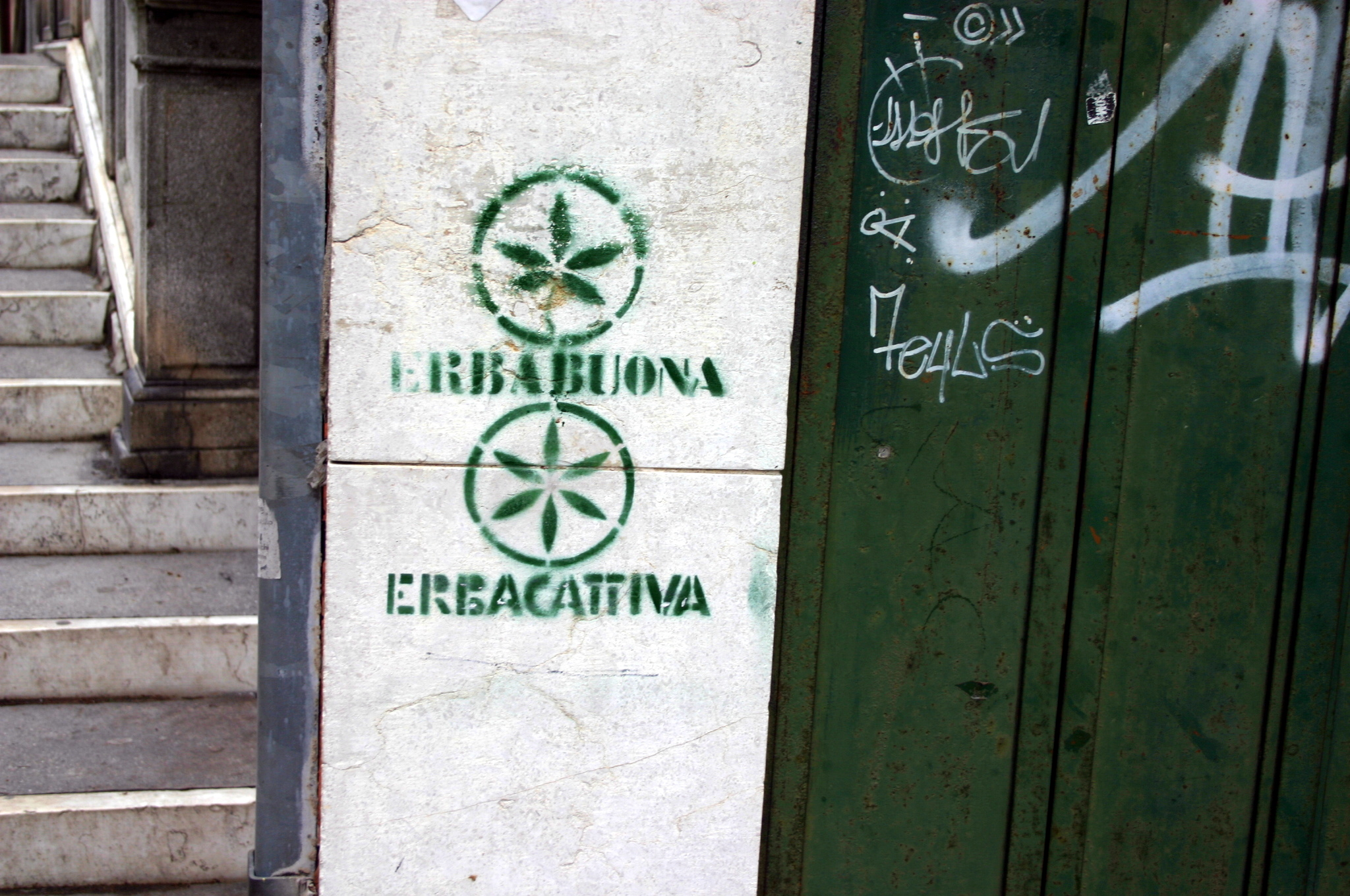
Grafitti á Venècia

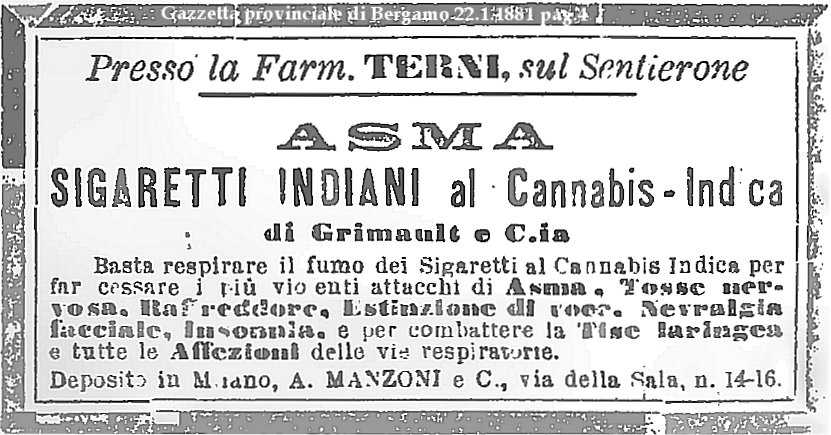
1881 publicitat per les cigarettes de cannabis a Bergame

A Itàlia, la quantitat màxima de cànnabis autoritzada pel consum personal és de 5 g. Més enllà, la possessió assimila al tràfec.
En canvi, des d'abril 2013 l'ús de cànnabis terapèutic és autoritzat a Itàlia.